# Società Sportiva Tirrenia 1943-1944
Questa voce raccoglie le informazioni riguardanti la Società Sportiva Tirrenia nelle competizioni ufficiali della stagione 1943-1944.

## Rosa
| N. |                   | Ruolo | Calciatore          |
| -- | ----------------- | ----- | ------------------- |
|    | Italia (bandiera) | P     | Pietro Brandani     |
|    | Italia (bandiera) | P     | Piazzi              |
|    | Italia (bandiera) | D     | Romolo Lestini      |
|    | Italia (bandiera) | D     | Antonio Riciniello  |
|    | Italia (bandiera) | C     | Castellani          |
|    | Italia (bandiera) | C     | Fernando Paicci     |
|    | Italia (bandiera) | C     | Romolo Alzani       |
|    | Italia (bandiera) | C     | Eliseo Trincia      |
|    | Italia (bandiera) | C     | Nazzareno Celestini |

| N. |                   | Ruolo | Calciatore     |
| -- | ----------------- | ----- | -------------- |
|    | Italia (bandiera) | C     | Ennio Modesti  |
|    | Italia (bandiera) | A     | Lelio Colaneri |
|    | Italia (bandiera) | A     | Facchini       |
|    | Italia (bandiera) | A     | Luigi Perugini |
|    | Italia (bandiera) | A     | Sciamanna      |
|    | Italia (bandiera) | A     | Filippo Picchi |
|    | Italia (bandiera) | A     | Provenzali     |
|    | Italia (bandiera) | A     | Basile         |